# Да си остане във Вегас
„Да си остане във Вегас“ (на английски: What Happens in Vegas) е американска романтична комедия на режисьора Том Воан от 2008 г. Разпространява се от 20th Century Fox.

## Сюжет
Джак Фулър (Аштън Къчър) е уволнен от работното си място от собствения си баща и решава да замине в Лас Вегас със свой приятел. По същото време Джой МакНали (Камерън Диас) е отхвърлена от своя партньор, за когото е възнамерявала да се омъжи. Нейното огромно разочарование също я отвежда в Лас Вегас заедно с нейната най-добра приятелка.
По стечение на обстоятелствата те резервират една и съща стая в един и същ хотел. Въпреки първоначалната суматоха същата нощ те излизат заедно и след щури забавления, примесени с алкохол, Джак и Джой осъмват женени. На същия ден двамата обсъждат глупавата си постъпка и решават да прекратят брака си. Но случайната печалба на Джак в размер на 3 милиона долара от игрален автомат преобръща всичко наопаки...

## В ролите
- Аштън Къчър
- Камерън Диас
- Роб Кордри
- Денис Фарина
- Трийт Уилиамс
- Кристен Ритър
- Куийн Латифа
- Лейк Бел
- Денис Милър
- Джейсън Судейкис
- Зак Галифианакис